# Limnoria rugosissima
Limnoria rugosissima är en kräftdjursart som beskrevs av Menzies 1957. Limnoria rugosissima ingår i släktet Limnoria och familjen borrgråsuggor.
Artens utbredningsområde är havet kring Nya Zeeland. Inga underarter finns listade i Catalogue of Life.